# Erupción del volcán Samalas (1257)
En 1257 se produjo una erupción catastrófica en el volcán Samalas, en la isla indonesia de Lombok. El evento tuvo un índice de explosividad volcánica probable de 7, convirtiéndola en una de las mayores erupciones volcánicas del Holoceno actual. Creó columnas de erupción que alcanzaron decenas de kilómetros en la atmósfera y flujos piroclásticos que enterraron gran parte de Lombok y cruzaron el mar para llegar a la isla vecina de Sumbawa. Los flujos destruyeron los asentamientos humanos, incluida la ciudad de Pamatan, que era la capital de un reino en Lombok. La ceniza de la erupción cayó hasta 340 kilómetros de distancia en Java; el volcán depositó más de 10 kilómetros cúbicos de rocas y cenizas.
La erupción fue presenciada por personas que la registraron en el Babad Lombok, un documento escrito en hojas de palmera. Dejó una gran caldera que contiene el lago Segara Anak. La actividad volcánica posterior creó más centros volcánicos en la caldera, incluido el cono de Barujari, que sigue activo. Los aerosoles inyectados en la atmósfera redujeron la radiación solar que llegaba a la superficie de la Tierra, enfriando la atmósfera durante varios años y provocando hambrunas y pérdidas de cosechas en Europa y otros lugares, aunque todavía se debate la magnitud exacta de las anomalías de temperatura y sus consecuencias. La erupción puede haber contribuido a desencadenar la Pequeña Edad de Hielo, un período frío de siglos de duración durante los últimos mil años. Antes de que se conociera el lugar de la erupción, un examen de los núcleos de hielo de todo el mundo había encontrado un gran pico en la deposición de sulfato alrededor de 1257, proporcionando una fuerte evidencia de que se había producido una gran erupción volcánica en algún lugar del mundo. En 2013, los científicos relacionaron los registros históricos sobre el monte Samalas con estos picos.

## Geología

### Geología general
Samalas formaba parte de lo que hoy es el complejo volcánico Rinjani, en Lombok, en Indonesia. Los restos del volcán forman la caldera de Segara Anak, con el monte Rinjani en su borde oriental. Desde la destrucción del Samalas, se han formado dos nuevos volcanes, Rombongan y Barujari, en la caldera. El Monte Rinjani también ha tenido actividad volcánica, formando su propio cráter, Segara Muncar. Otros volcanes de la región son el Agung, el Batur y el Bratan, en la isla de Bali, al oeste.

Ubicación de Lombok.

Lombok es una de las Islas Menores de la Sonda en el Arco de Sonda de Indonesia, una zona de subducción donde la placa australiana subduce bajo la placa euroasiática a un ritmo de 7 centímetros por año. Los magmas que alimentan el monte Samalas y el monte Rinjani se derivan probablemente de las rocas de peridotita que se encuentran debajo de Lombok, en la cuña del manto. Antes de la erupción, el monte Samalas podría haber alcanzado una altura de 4.200 ± 100 metros, según las reconstrucciones que se extrapolan hacia arriba a partir de las laderas inferiores supervivientes; su altura actual es inferior a la del vecino monte Rinjani, que alcanza los 3.726 metros.
Las unidades geológicas más antiguas de Lombok son del Oligoceno-Mioceno, con antiguas unidades volcánicas que afloran en las zonas del sur de la isla. Samalas se formó por la actividad volcánica antes de 12.000 años a.C. El Rinjani se formó entre 11.940 ± 40 y 2.550 ± 50 a.C, con una erupción entre 5.990 ± 50 y 2.550 ± 50 a.C. que formó la piedra pómez de Propok, con un volumen equivalente de roca densa de 0,1 kilómetros cúbicos. La piedra pómez del Rinjani, con un volumen de roca densa equivalente a 0,3 kilómetros cúbicos, puede haber sido depositada por una erupción del Rinjani o del Samalas; está datada en 2.550 ± 50 a.C, al final del intervalo de tiempo durante el cual se formó el Rinjani. Los depósitos de esta erupción alcanzaron espesores de 6 centímetros a 28 kilómetros de distancia. Otras erupciones del Rinjani o del Samalas están datadas en 11.980 ± 40, 11.940 ± 40 y 6.250 ± 40 antes de Cristo. La actividad eruptiva continuó hasta unos 500 años antes de 1257. En la actualidad, la mayor actividad volcánica se produce en el volcán Barujari, con erupciones en 1884, 1904, 1906, 1909, 1915, 1966, 1994, 2004 y 2009; Rombongan estuvo activo en 1944. La actividad volcánica consiste principalmente en erupciones explosivas y flujos de ceniza.
Las rocas del volcán Samalas son mayoritariamente dacíticas, con un contenido de SiO2 del 62-63 por ciento en peso. Las rocas volcánicas del arco de Banda son mayoritariamente calcoalcalinas y van desde el basalto sobre la andesita hasta la dacita. La corteza bajo el volcán tiene un grosor de unos 20 kilómetros, y el extremo inferior de la zona Wadati-Benioff tiene una profundidad de unos 164 kilómetros.

### Erupción

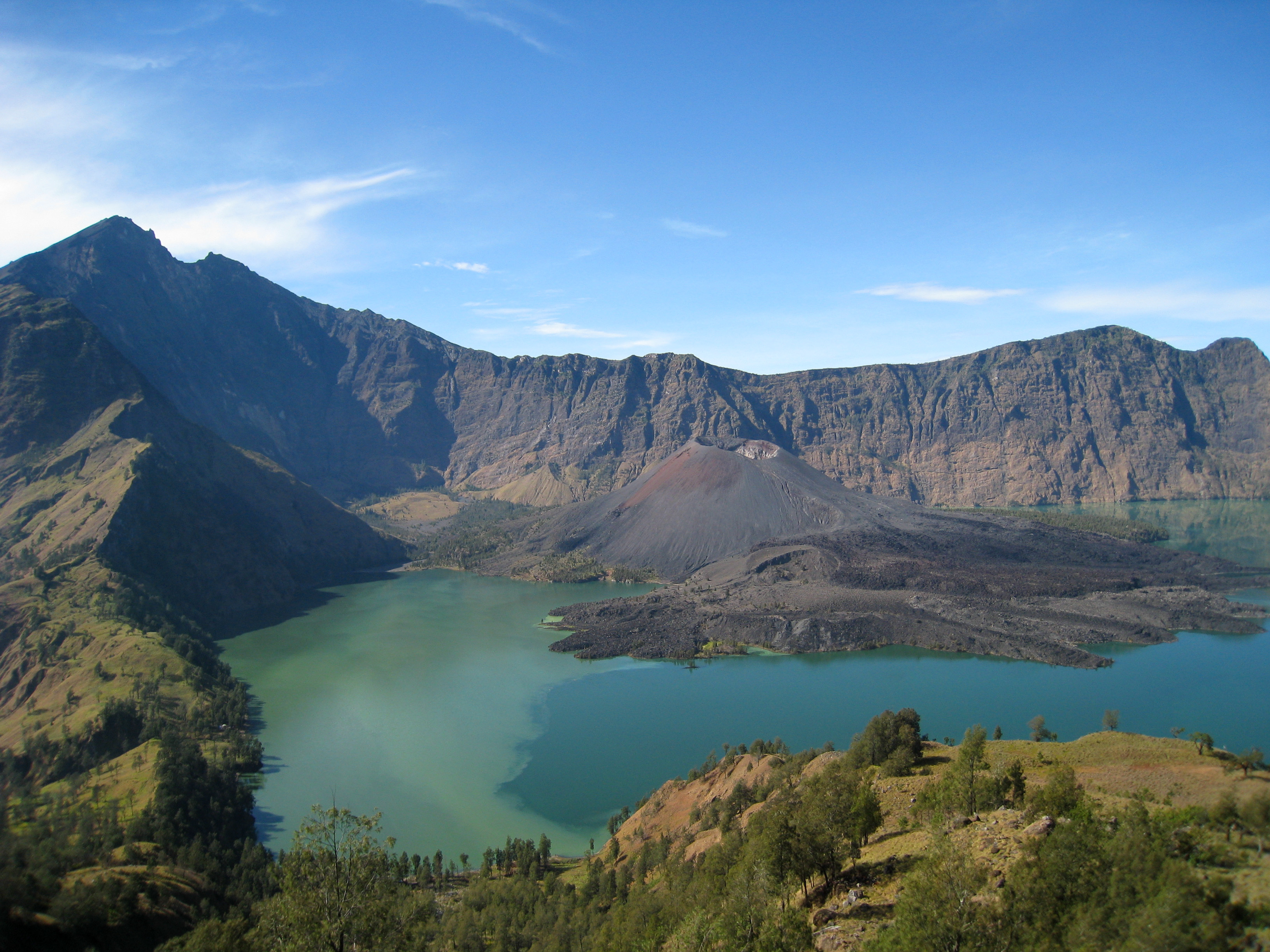
La caldera Segara Anak, la cual se creó por la erupción.

Los acontecimientos de la erupción de 1257 se han reconstruido mediante el análisis geológico de los depósitos que dejó. La erupción se produjo probablemente durante el verano boreal de septiembre (incertidumbre de 2-3 meses) de ese año, a la luz del tiempo que habrían tardado sus huellas en llegar a las capas de hielo polares y quedar registradas en los núcleos de hielo y en el patrón de los depósitos de tefra. La erupción comenzó con una capa freática (impulsada por una explosión de vapor) que depositó 3 centímetros de ceniza en 400 kilómetros cuadrados del noroeste de Lombok. A continuación, se produjo una fase magmática y una lluvia de piedra pómez rica en lítica, que alcanzó un grosor de 8 centímetros (3,1 pulgadas) tanto en Lombok oriental como en Bali. A esto le siguió la caída de roca lapilli, así como de ceniza, y flujos piroclásticos que quedaron parcialmente confinados en los valles del flanco occidental de Samalas. Algunos depósitos de ceniza fueron erosionados por los flujos piroclásticos, que crearon estructuras de surcos en la ceniza. Los flujos piroclásticos atravesaron 10 kilómetros del mar de Bali, llegando a las islas Gili al oeste de Samalas, mientras que los bloques de piedra pómez presumiblemente cubrieron el estrecho de Alas entre Lombok y Sumbawa. Los depósitos muestran evidencias de interacción de la lava con el agua, por lo que esta fase eruptiva fue probablemente freatomagmática. Le siguieron tres episodios de caída de pómez, con depósitos en un área más amplia que la alcanzada por cualquiera de las otras fases eruptivas. Estas pómez cayeron hasta 61 kilómetros (38 mi) hacia el este, en contra del viento predominante, en Sumbawa, donde tienen un espesor de hasta 7 centímetros (2,8 in).
La deposición de estas pómez fue seguida por otra etapa de actividad de flujos piroclásticos, probablemente causada por el colapso de la columna eruptiva que generó los flujos. En este momento, la erupción pasó de una etapa de generación de columnas eruptivas a una etapa de fuentes y la caldera comenzó a formarse. Estos flujos piroclásticos fueron desviados por la topografía de Lombok, llenando valles y desplazándose alrededor de obstáculos como volcanes más antiguos mientras se expandían por la isla incinerando la vegetación de la misma. La interacción entre estos flujos y el aire desencadenó la formación de nubes de erupción adicionales y flujos piroclásticos secundarios. Cuando los flujos entraron en el mar al norte y al este de Lombok, las explosiones de vapor crearon conos de piedra pómez en las playas y flujos piroclásticos secundarios adicionales. Los arrecifes de coral quedaron enterrados por los flujos piroclásticos; algunos flujos cruzaron el estrecho de Alas entre Sumbawa y Lombok y formaron depósitos en Sumbawa. Estos flujos piroclásticos alcanzaron volúmenes de 29 kilómetros cúbicos (7,0 mi cu) en Lombok, y espesores de 35 metros (115 pies) hasta 25 kilómetros (16 mi) de Samalas. Las fases de la erupción también se conocen como P1 (fase freática y magmática), P2 (freatomagmática con flujos piroclásticos), P3 (pliniana) y P4 (flujos piroclásticos). La duración de las fases P1 y P3 no se conoce individualmente, pero las dos fases combinadas (sin incluir la P2) duraron entre 12 y 15 horas. Los flujos piroclásticos alteraron la geografía del este de Lombok, enterrando los valles fluviales y ampliando el litoral; una nueva red fluvial se desarrolló en los depósitos volcánicos después de la erupción. La columna de erupción alcanzó una altura de 39-40 kilómetros (24-25 mi) durante la primera etapa (P1), y de 38-43 kilómetros (24-27 mi) durante la tercera etapa (P3); fue lo suficientemente alta como para que el SO2 en ella y su proporción de isótopos de S se vieran influidos por la fotólisis a gran altura.
Las rocas volcánicas expulsadas por la erupción cubrieron Bali y Lombok y partes de Sumbawa. La tefra en forma de capas de ceniza fina procedente de la erupción cayó hasta Java, formando parte de la tefra de Muntilan, que se encontró en las laderas de otros volcanes de Java, pero que no pudo relacionarse con las erupciones de estos sistemas volcánicos. Actualmente se considera que esta tefra es producto de la erupción de 1257 y por ello se la conoce también como tefra de Samalas. Alcanza espesores de 2 a 3 centímetros en el monte Merapi, de 15 centímetros en el monte Bromo, de 22 centímetros en el Ijen y de 12 a 17 centímetros en el volcán Agung de Bali. En el lago Logung, a 340 kilómetros de Samalas, en Java, el espesor es de 3 centímetros. La mayor parte de la tefra se depositó al oeste-suroeste de Samalas. Teniendo en cuenta el espesor de la tefra de Samalas encontrada en el monte Merapi, el volumen total puede haber alcanzado los 32-39 kilómetros cúbicos (7,7-9,4 cu mi). El índice de dispersión (la superficie cubierta por una caída de ceniza o tefra) de la erupción alcanzó 7.500 kilómetros cuadrados (2.900 mi cuadradas) durante la primera etapa y 110.500 kilómetros cuadrados (42.700 mi cuadradas) durante la tercera etapa, lo que implica que se trató de una erupción pliniana y una erupción ultrapliniana respectivamente. Las caídas de piedra pómez de grano fino y color cremoso de la erupción del Samalas se han utilizado como marcador tefrocronológico[c] en Bali. La tefra del volcán se ha encontrado en núcleos de hielo situados a 13.500 kilómetros de distancia, y una capa de tefra muestreada en la isla de Dongdao, en el Mar de China Meridional, se ha relacionado provisionalmente con el Samalas. Las cenizas y los aerosoles podrían haber afectado a los seres humanos y a los corales a grandes distancias de la erupción.
Existen varias estimaciones de los volúmenes expulsados durante las distintas etapas de la erupción del Samalas. La primera etapa alcanzó un volumen de 12,6-13,4 kilómetros cúbicos (3,0-3,2 mi cu). Se ha estimado que la fase freatomagmática tuvo un volumen de 0,9-3,5 kilómetros cúbicos (0,22-0,84 mi cu). El volumen total de roca densa equivalente de toda la erupción fue de al menos 40 kilómetros cúbicos (9,6 mi cu). El magma erupcionado era traquidacítico y contenía anfíbol, apatita, clinopiroxeno, sulfuro de hierro, ortopiroxeno, plagioclasa y titanomagnetita. Se formó a partir de magma basáltico por cristalización fraccionada y tuvo una temperatura de unos 1.000 °C (1.830 °F). Su erupción puede haber sido provocada por la entrada de nuevo magma en la cámara magmática o por los efectos de la flotación de las burbujas de gas. La erupción tuvo un índice de explosividad volcánica de 7, lo que la convierte en una de las mayores erupciones de la actual época del Holoceno. Entre las erupciones de intensidad comparable se encuentran la del lago Kurile (en Kamchatka, Rusia) en el séptimo milenio a.C., la del monte Mazama (Estados Unidos, Oregón) en el sexto milenio a.C., la del Cerro Blanco (Argentina) hace unos 4.200 años, la del Minoico (en Santorini, Grecia) entre 1627 y 1600 a.C., y la de Tierra Blanca Joven del lago Ilopango (El Salvador) en el siglo VI. Estas grandes erupciones volcánicas pueden provocar impactos catastróficos en los seres humanos y la pérdida generalizada de vidas tanto cerca del volcán como a mayor distancia. La erupción dejó la caldera de Segara Anak, de 6 a 7 kilómetros de ancho, donde antes estaba la montaña de Samalas; dentro de sus paredes, de 700 a 2.800 metros de altura, se formó un lago de cráter de 200 metros de profundidad llamado lago Segara Anak. El cono de Barujari se eleva 320 metros por encima del agua del lago y ha entrado en erupción 15 veces desde 1847. Es posible que ya existiera un lago en el cráter de Samalas antes de la erupción y que abasteciera su fase freatomagmática con 0,1-0,3 kilómetros cúbicos (0,024-0,072 cu mi) de agua. Alternativamente, el agua pudo provenir de acuíferos. 2,1-2,9 kilómetros cúbicos (0,50-0,70 mi cu) de roca del Rinjani se derrumbaron en la caldera, dejando una estructura de colapso que corta las laderas del Rinjani frente a la caldera del Samalas. La erupción que formó la caldera fue reconocida por primera vez en 2003, y en 2004 se atribuyó a esta erupción un volumen de 10 kilómetros cúbicos (2,4 millas cúbicas). Las primeras investigaciones consideraron que la erupción que formó la caldera se produjo entre 1210 y 1300. En 2013, Lavigne sugirió que la erupción se produjo entre mayo y octubre de 1257, dando lugar a los cambios climáticos de 1258. Varios pueblos de Lombok están construidos sobre los depósitos de flujo piroclástico del evento de 1257.

## Historia de la investigación

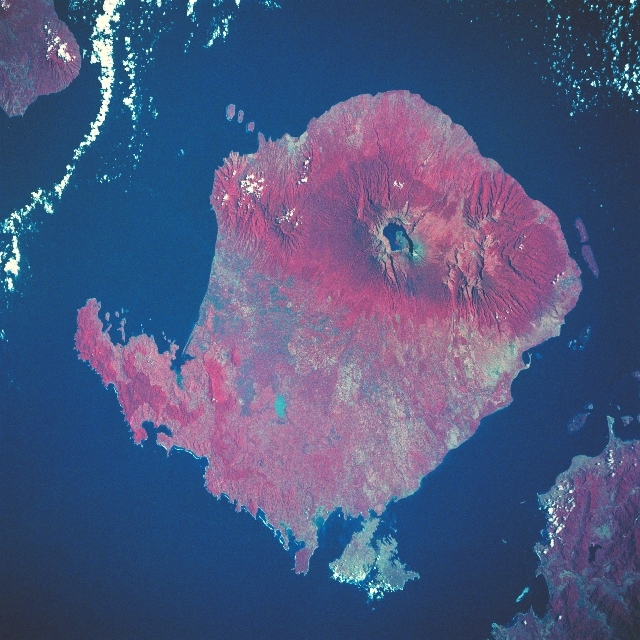
Imagen infrarroja de Lombok con el complejo volcánico Samalas/Rinjani en la parte central norte de la isla.

Un importante evento volcánico en 1257-1258 se descubrió por primera vez a partir de los datos de los núcleos de hielo; concretamente, en 1980 se encontraron mayores concentraciones de sulfato en el núcleo de hielo de Crête (Groenlandia, perforado en 1974) asociadas a un depósito de ceniza riolítica. La capa de 1257-1258 es la tercera mayor señal de sulfato en Crête; al principio se había considerado una fuente en un volcán cercano a Groenlandia, pero los registros islandeses no mencionaban erupciones en torno a 1250 y en 1988 se descubrió que los núcleos de hielo de la Antártida -en la estación Byrd y en el Polo Sur- también contenían señales de sulfato. También se encontraron picos de sulfato en núcleos de hielo de la isla de Ellesmere, en Canadá, y los picos de sulfato de Samalas se utilizaron como marcadores estratigráficos de los núcleos de hielo incluso antes de que se conociera el volcán que los causó.
Los núcleos de hielo indicaron un gran pico de sulfato, acompañado de la deposición de tefra, alrededor de 1257-1259, el mayor en 7.000 años y el doble del tamaño del pico debido a la erupción de Tambora de 1815. En 2003, se estimó un volumen equivalente de roca densa de 200-800 kilómetros cúbicos (48-192 mi. cúbicas) para esta erupción, pero también se propuso que la erupción podría haber sido algo menor y más rica en azufre. Se pensó que el volcán responsable estaba situado en el Cinturón de Fuego, pero al principio no se pudo identificar; en un principio se propuso el volcán Tofua, en Tonga, pero se descartó, ya que la erupción de Tofua era demasiado pequeña para generar los picos de sulfato de 1257. Una erupción volcánica en 1256 en Harrat al-Rahat, cerca de Medina, también era demasiado pequeña para desencadenar estos acontecimientos. Otras propuestas incluían varias erupciones simultáneas. Se estimó que el diámetro de la caldera dejada por la erupción era de 10 a 30 kilómetros, y se estimó que la ubicación estaba cerca del ecuador y probablemente al norte del mismo.
Aunque al principio no se pudo correlacionar ninguna anomalía climática clara con las capas de sulfato de 1257, en el año 2000 se identificaron fenómenos climáticos en los registros medievales del hemisferio norte que son característicos de las erupciones volcánicas. Anteriormente, se había informado de alteraciones climáticas a partir de estudios de anillos de árboles y reconstrucciones climáticas. Los yacimientos demostraron que las alteraciones climáticas señaladas en aquella época se debían a un evento volcánico, cuya difusión global indicaba que la causa era un volcán tropical. La sugerencia de que Samalas/Rinjani podría ser el volcán "fuente" se planteó por primera vez en 2012, ya que los otros volcanes candidatos -El Chichón y Quilotoa- no coincidían con la química de los picos de azufre. El Chichón, el Quilotoa y el Okataina tampoco coincidían con la duración y el tamaño de la erupción.
La relación concluyente entre estos hechos y una erupción del Samalas se estableció en 2013 a partir de la datación por radiocarbono de los árboles de Lombok y del Babad Lombok, una serie de escritos en javanés antiguo sobre hojas de palmera que describen un evento volcánico catastrófico en Lombok ocurrido antes de 1300. Estos hallazgos indujeron a Franck Lavigne, geocientífico de la Universidad Pantheon-Sorbonne que ya sospechaba que un volcán de esa isla podía ser el responsable, a concluir que el volcán Samalas era este volcán. El papel de la erupción del Samalas en los acontecimientos climáticos globales se confirmó al comparar la geoquímica de los fragmentos de vidrio encontrados en los núcleos de hielo con la de los depósitos de la erupción en Lombok. Posteriormente, las similitudes geoquímicas entre la tefra encontrada en los núcleos de hielo polares y los productos de la erupción de Samalas reforzaron esta localización.

## Efectos climáticos

### Datos sobre el aerosol y el paleoclima
Los núcleos de hielo del hemisferio norte y del sur muestran picos de sulfato asociados a Samalas. La señal es la más fuerte del hemisferio sur en los últimos 1000 años; una reconstrucción la considera incluso la más fuerte de los últimos 2500 años. Es unas ocho veces más fuerte que la de Krakatau. En el hemisferio norte solo es superada por la señal de la destructiva erupción de Laki de 1783/1784; los picos de sulfato de los núcleos de hielo se han utilizado como marcador temporal en estudios cronoestratigráficos. Los núcleos de hielo del Illimani, en Bolivia, contienen picos de talio y sulfato procedentes de la erupción. A modo de comparación, la erupción del Pinatubo de 1991 expulsó solo una décima parte de la cantidad de azufre que emitió el Samalas. La deposición de sulfato de la erupción del Samalas se ha observado en Svalbard, y la lluvia de ácido sulfúrico del volcán puede haber afectado directamente a las turberas del norte de Suecia. Además, los aerosoles de sulfato pueden haber extraído grandes cantidades del isótopo de berilio ¹⁰Be de la estratosfera; tal evento de extracción y la posterior deposición en los núcleos de hielo puede imitar los cambios en la actividad solar. La cantidad de dióxido de azufre liberada por la erupción se ha estimado en 158 ± 12 millones de toneladas. La masa liberada fue mayor que la de la erupción del Tambora; es posible que el Samalas haya sido más eficaz a la hora de inyectar tefra en la estratosfera, y que el magma del Samalas haya tenido un mayor contenido de azufre. Después de la erupción, es probable que la lluvia radioactiva tardara semanas o meses en llegar a grandes distancias del volcán. Cuando las erupciones volcánicas a gran escala inyectan aerosoles en la atmósfera, pueden formar velos estratosféricos. Estos reducen la cantidad de luz que llega a la superficie y provocan un descenso de las temperaturas, lo que puede dar lugar a un bajo rendimiento de las cosechas. En el caso de la erupción del Samalas, estos aerosoles de sulfato pueden haber permanecido en altas concentraciones durante unos tres años, según los hallazgos del núcleo de hielo del Domo C en la Antártida, aunque una cantidad menor puede haber persistido durante un tiempo adicional.
Otros registros del impacto de la erupción incluyen la disminución del crecimiento de los árboles en Mongolia entre 1258 y 1262 según los datos de los anillos de los árboles, los anillos de las heladas (anillos de los árboles dañados por las heladas durante la temporada de crecimiento), los anillos de los árboles ligeros en Canadá y el noroeste de Siberia de 1258 y 1259 respectivamente, los anillos de los árboles delgados en Sierra Nevada, California, los sedimentos de los lagos de EE.UU. Los sedimentos de los lagos estadounidenses registran un episodio de enfriamiento en el noreste de China, un monzón muy húmedo en Vietnam, sequías en muchos lugares del hemisferio norte, así como en los registros de las cuevas del sur de Tailandia, y un adelgazamiento de los anillos de los árboles durante una década en Noruega y Suecia. El enfriamiento puede haber durado entre 4 y 5 años, según las simulaciones y los datos de los anillos de los árboles. Otro efecto del cambio climático inducido por la erupción puede haber sido una breve disminución de las concentraciones atmosféricas de dióxido de carbono. Tras la erupción del Pinatubo de 1992 se registró una disminución de la tasa de crecimiento de las concentraciones atmosféricas de dióxido de carbono; se han propuesto varios mecanismos para la disminución de la concentración atmosférica de CO2 en la atmósfera, entre los que se encuentran la absorción por parte de los océanos de más CO2 y la liberación de una menor cantidad, la disminución de las tasas de respiración que conduce a la acumulación de carbono en la biosfera, y el aumento de la productividad de la biosfera debido al aumento de la luz solar dispersa y la fertilización de los océanos por la ceniza volcánica.
La señal de Samalas solo se ha reportado de manera inconsistente a partir de la información climática de los anillos de árboles, y los efectos de la temperatura fueron igualmente limitados, probablemente porque la gran producción de sulfato alteró el tamaño medio de las partículas y, por tanto, su forzamiento radiactivo. Los modelos climáticos indicaron que la erupción del Samalas podría haber reducido las temperaturas globales en aproximadamente 2 °C (3,6 °F), un valor que no fue replicado por los datos indirectos. Una mejor modelización con un modelo de circulación general que incluye una descripción detallada del aerosol indicó que la principal anomalía de temperatura se produjo en 1258 y continuó hasta 1261. Los modelos climáticos tienden a sobreestimar el impacto climático de una erupción volcánica; una de las explicaciones es que los modelos climáticos tienden a suponer que la profundidad óptica del aerosol aumenta linealmente con la cantidad de azufre erupcionado, cuando en realidad los procesos autolimitantes limitan su crecimiento. La posible ocurrencia de un El Niño antes de la erupción puede haber reducido aun más el enfriamiento. Se cree que la erupción del Samalas, junto con el enfriamiento del siglo XIV, desencadenó un crecimiento de las capas de hielo y del hielo marino, y que los glaciares de Noruega avanzaron. El avance de los hielos tras la erupción del Samalas puede haber reforzado y prolongado los efectos climáticos. La actividad volcánica posterior en 1269, 1278 y 1286 y los efectos del hielo marino en el Atlántico Norte habrían contribuido aun más a la expansión del hielo. Los avances de los glaciares desencadenados por la erupción del Samalas están documentados en la isla de Baffin, donde el avance del hielo mató y luego incorporó la vegetación, conservándola. Asimismo, el cambio en el Ártico canadiense de una fase climática cálida a otra más fría coincide con la erupción del Samalas.

### Efectos simulados
Según las reconstrucciones de 2003, el enfriamiento estival alcanzó 0,69 °C (1,24 °F) en el hemisferio sur y 0,46 °C (0,83 °F) en el hemisferio norte.[77] Datos proxy más recientes indican que en 1258 se produjo un descenso de la temperatura de 0,7 °C (1,3 °F) y en 1259 de 1,2 °C (2,2 °F), pero con diferencias entre las distintas zonas geográficas.[121] A modo de comparación, el forzamiento radiativo de la erupción del Pinatubo en 1991 fue aproximadamente una séptima parte del de la erupción del Samalas.[40] Las temperaturas de la superficie del mar también disminuyeron entre 0,3 y 2,2 °C,[41] lo que provocó cambios en las circulaciones oceánicas. Los cambios de temperatura y salinidad del océano pueden haber durado una década.[42] Tanto las precipitaciones como la evaporación disminuyeron, la evaporación se redujo más que las precipitaciones.[125] Las erupciones volcánicas también pueden llevar bromo y cloro a la estratosfera, donde contribuyen a la descomposición del ozono a través de sus óxidos monóxido de cloro y monóxido de bromo. Mientras que la mayor parte del bromo y el cloro emitidos habrían sido barridos por la columna de la erupción y, por tanto, no habrían entrado en la estratosfera, las cantidades que se han modelizado para la liberación de halógenos de Samalas (227 ± 18 millones de toneladas de cloro y hasta 1,3 ± 0,3 millones de toneladas de bromo) habrían reducido el ozono estratosférico,[6] aunque solo una pequeña parte de los halógenos habría llegado a la estratosfera.[126] Una hipótesis es que el aumento resultante de la radiación ultravioleta en la superficie de la Tierra podría haber provocado una inmunosupresión generalizada en las poblaciones humanas, lo que explicaría la aparición de epidemias en los años siguientes a la erupción.[127]

### Efectos del clima
El Samalas, junto con la erupción de Kuwae en la década de 1450 y la de Tambora en 1815, fue uno de los eventos de enfriamiento más fuertes del último milenio, incluso más que en el pico de la Pequeña Edad de Hielo.[43] Después de un invierno cálido en 1257-1258[f][129] que provocó la floración temprana de las violetas, según informes de Francia,[130] los veranos europeos fueron más fríos después de la erupción,[44] y los inviernos fueron más largos y fríos.[45] 
La erupción del Samalas se produjo después de la anomalía climática medieval,[134] un periodo a principios del último milenio con temperaturas inusualmente cálidas,[135] y en un momento en el que estaba terminando un periodo de estabilidad climática, ya que las erupciones anteriores de 1108, 1171 y 1230 ya habían alterado el clima mundial. Los periodos posteriores mostraron una mayor actividad volcánica hasta principios del siglo XX.[46] El periodo 1250-1300 estuvo muy perturbado por la actividad volcánica,[37] y está registrado por una morrena de un avance glaciar en la isla de Disko,[137] aunque la morrena puede indicar una ola de frío anterior a Samalas.[138] Estas perturbaciones volcánicas, junto con los efectos de retroalimentación positiva del aumento del hielo, pueden haber iniciado la Pequeña Edad de Hielo incluso sin la necesidad de cambios en la radiación solar,[139][47] esta teoría no está exenta de desacuerdos.[48] La Pequeña Edad de Hielo fue un periodo de varios siglos durante el último milenio en el que las temperaturas globales estuvieron deprimidas;[135] el enfriamiento estuvo asociado a las erupciones volcánicas.[49]
Otros efectos derivados de la erupción son:
- La excursión del Modo Anular del Sur más negativa del último milenio.[143] El Modo Anular del Sur es un fenómeno climático del hemisferio sur que rige las precipitaciones y las temperaturas en esa zona[144] y suele ser bastante insensible a factores externos como las erupciones volcánicas, los gases de efecto invernadero y los efectos de las variaciones de la insolación.[143]
- La aparición de las condiciones de El Niño durante un período climático en el que La Niña era más común,[139] ya que la erupción puede haber inducido un evento de El Niño de moderado a fuerte.[145] Los proxies climáticos, como un año húmedo en el oeste americano, avalan la aparición de un evento de El Niño en el año posterior a la erupción de Samalas,[50][147] mientras que los registros de temperatura de los corales del atolón de Palmyra indican que no se desencadenó El Niño.[51]
- Una disminución a corto plazo de la intensidad de los ciclones tropicales causada por un cambio en la estructura de la temperatura atmosférica.[52] Sin embargo, las investigaciones de paleotempestología en el Atlántico sugieren que el efecto de las erupciones volcánicas del siglo XIII puede haber sido la redistribución de la ocurrencia de huracanes en lugar de reducir su frecuencia.[53]
- Cambios en la circulación subpolar del Atlántico[54] y un debilitamiento de la circulación meridional giratoria del Atlántico que duró mucho tiempo después de la erupción, lo que posiblemente también contribuyó al inicio de la Pequeña Edad de Hielo.[152]
- Un descenso del nivel del mar en los estados cruzados[55] de aproximadamente medio metro, tal vez asociado a la Oscilación del Atlántico Norte y a la Oscilación del Sur.[154]
- Una modificación de la Oscilación del Atlántico Norte, haciendo que primero adquiera valores positivos[56] y luego, en las décadas siguientes, más negativos. Una disminución inicial de la actividad solar como parte del mínimo de Wolf en el ciclo solar contribuyó a la disminución posterior.[36]
- Un monzón de invierno de Asia oriental más fuerte, que provocó temperaturas superficiales del mar más frías en la depresión de Okinawa.[57]
- Una breve pero notable excitación del patrón climático conocido como "Modo Meridional del Pacífico".[58]
- Una disminución de la disponibilidad de humedad en Europa.[59]
- Inviernos más cálidos en los continentes del hemisferio norte debido a cambios en el vórtice polar y la Oscilación Ártica.[60]
- Anomalías en los patrones de δ18O[g] en todo el mundo.[160]
- Cambios en el ciclo del carbono terrestre.[61]

Otras regiones, como Alaska, no se vieron afectadas en su mayoría.[62] Hay pocas pruebas de que el crecimiento de los árboles se viera influido por el frío en lo que hoy es el oeste de Estados Unidos,[63] donde la erupción puede haber interrumpido un prolongado periodo de sequía.[64] El efecto climático en Alaska puede haber sido moderado por el océano cercano.[65] En 1259, el oeste de Europa y la costa oeste de Norteamérica tenían un clima suave.[121]

## Consecuencias sociales e históricas
La erupción provocó un desastre mundial en 1257-1258.[9] Las grandes erupciones volcánicas pueden causar importantes dificultades humanas, incluida la hambruna, lejos del volcán debido a su efecto sobre el clima. Los efectos sociales suelen reducirse gracias a la capacidad de recuperación de los seres humanos.[94]

### Reino de Lombok y Bali (Indonesia)
La Indonesia occidental y central de la época estaba dividida en reinos rivales que a menudo construían complejos de templos con inscripciones que documentaban los acontecimientos históricos.[51] Sin embargo, existen pocas pruebas históricas directas de las consecuencias de la erupción de Samalas.[166] Los Babad Lombok describen cómo las aldeas de Lombok fueron destruidas a mediados del siglo XIII por la ceniza, el gas y los flujos de lava,[12] y otros dos documentos conocidos como los Babad Sembalun y Babad Suwung también pueden hacer referencia a la erupción.[h][167] También son -junto con otros textos- el origen del nombre "Samalas"[1], mientras que el nombre "Suwung" - "tranquilo y sin vida"- puede ser, a su vez, una referencia a las secuelas de la erupción.[168]
La ciudad de Pamatan, capital de un reino de Lombok, fue destruida y ambas desaparecieron del registro histórico. La familia real sobrevivió a la catástrofe según el texto javanés,[170] y no hay pruebas claras de que el propio reino fuera destruido por la erupción, ya que la historia allí es poco conocida en general.[166] Miles de personas murieron durante la erupción,[12] aunque es posible que la población de Lombok huyera antes de la misma.[171] En Bali, el número de inscripciones disminuyó después de la erupción,[66] y Bali y Lombok pueden haber quedado despobladas por ella,[67] posiblemente durante generaciones, lo que permitió al rey Kertanegara de Singhasari, en Java, conquistar Bali en 1284 con poca resistencia.[130][66] La costa occidental de Sumbawa quedó despoblada y sigue estándolo hasta hoy; es de suponer que la población local consideraba la zona devastada por la erupción como "prohibida" y este recuerdo persistió hasta tiempos recientes.[174]

### Oceanía y Nueva Zelanda
Los acontecimientos históricos en Oceanía suelen estar mal datados, lo que dificulta la evaluación del momento y el papel de acontecimientos concretos, pero hay pruebas de que entre 1250 y 1300 hubo crisis en Oceanía, por ejemplo en la Isla de Pascua, que pueden estar relacionadas con el comienzo de la Pequeña Edad de Hielo y la erupción de Samalas.[43] Alrededor del año 1300, los asentamientos en muchos lugares del Pacífico se reubicaron, tal vez debido al descenso del nivel del mar que se produjo después de 1250, y la erupción del Pinatubo de 1991 se ha relacionado con pequeños descensos del nivel del mar.[154] El cambio climático provocado por la erupción del Samalas y el comienzo de la Pequeña Edad de Hielo puede haber llevado a los habitantes de la Polinesia a emigrar hacia el suroeste en el siglo XIII. El primer asentamiento de Nueva Zelanda se produjo probablemente entre 1230 y 1280 d.C. y la llegada de personas a esa isla y a otras de la región puede reflejar esa migración inducida por el clima.[68]

### Europa, Oriente Próximo y Oriente Medio
Las crónicas contemporáneas en Europa mencionan condiciones meteorológicas inusuales en 1258.[69] Los informes de 1258 en Francia e Inglaterra indican una niebla seca, que da la impresión de una nubosidad persistente a los observadores contemporáneos.[177] Las crónicas medievales dicen que en 1258 el verano fue frío y lluvioso, provocando inundaciones y malas cosechas,[57] con frío de febrero a junio.[70] En el verano de 1259 se produjeron heladas, según las crónicas rusas.[26] En Europa y Oriente Medio se registraron cambios en los colores atmosféricos, tormentas, frío y mal tiempo en 1258-1259,[179] y los problemas agrícolas se extendieron al norte de África.[71] En Europa, el exceso de lluvia, el frío y la alta nubosidad dañaron las cosechas y provocaron hambrunas seguidas de epidemias,[181][81] aunque en 1258-1259 no se produjeron hambrunas tan graves como otras, como la Gran Hambruna de 1315-17.[182]
En el noroeste de Europa, los efectos incluyeron la pérdida de cosechas, la hambruna y los cambios climáticos.[35] Se ha vinculado una hambruna en Londres con este acontecimiento[7]; esta crisis alimentaria no fue extraordinaria[184] y ya había problemas con las cosechas antes de la erupción.[185] La hambruna se produjo en un momento de crisis política entre el rey Enrique III de Inglaterra y los magnates ingleses.[186] Los testigos informaron de un número de muertos de entre 15.000 y 20.000 en Londres. En los años 90 se encontró un entierro masivo de víctimas de la hambruna en el centro de Londres.[81] Matthew Paris, de St. Albans, describió cómo hasta mediados de agosto de 1258, el tiempo alternaba entre el frío y las fuertes lluvias, lo que provocaba una elevada mortalidad.[72] La hambruna resultante fue lo suficientemente grave como para que se importara grano de Alemania y Holanda.[73] El precio de los cereales aumentó en Gran Bretaña[179], Francia e Italia. Durante esta época se produjeron brotes de enfermedades en Oriente Medio e Inglaterra.[188] Durante y después del invierno de 1258-59, se informó de un clima excepcional con menos frecuencia, pero el invierno de 1260-61 fue muy severo en Islandia, Italia y otros lugares.[189] Los trastornos causados por la erupción pueden haber influido en el inicio de la revuelta mudéjar de 1264-1266 en Iberia.[74] El movimiento Flagelante, del que se tiene constancia por primera vez en Italia en 1260, pudo tener su origen en la angustia social provocada por los efectos de la erupción, aunque la guerra y otras causas probablemente desempeñaron un papel más importante que los acontecimientos naturales.[191]

### Consecuencias a largo plazo en Europa y Oriente Próximo
A largo plazo, el enfriamiento del Atlántico Norte y la expansión de los hielos marinos en él pueden haber afectado a las sociedades de Groenlandia e Islandia[192] al restringir la navegación y la agricultura, lo que quizá permitió que nuevas perturbaciones climáticas en torno al año 1425 que acabaran con la existencia del asentamiento nórdico en Groenlandia.[193] Otra posible consecuencia a largo plazo de la erupción fue la pérdida de control del Imperio Bizantino sobre Anatolia occidental, debido al cambio de poder político de los agricultores bizantinos a los pastores turcomanos de la zona. Los inviernos más fríos provocados por la erupción habrían afectado más a la agricultura que al pastoreo.[75]

### Región de las Cuatro Esquinas, América del Norte
La erupción de Samalas de 1257 tuvo lugar durante el Periodo Pueblo I en el suroeste de Norteamérica, durante el cual la región de Mesa Verde, en el río San Juan, fue el lugar de las llamadas viviendas en los acantilados. Varios sitios fueron abandonados después de la erupción, que había enfriado el clima local.[76] La erupción del Samalas fue una de las varias erupciones de este periodo que pudo haber desencadenado tensiones climáticas,[196] que a su vez provocaron conflictos en la sociedad de los Ancestrales Pueblo; posiblemente abandonaron la meseta norte del Colorado como consecuencia de ello.[197]

### Altiplano, América del Sur
En el Altiplano de Sudamérica, se ha asociado un intervalo frío y seco entre 1200 y 1450 con la erupción de Samalas y la erupción de 1280 del volcán Quilotoa en Ecuador. El uso de la agricultura de secano aumentó en la zona comprendida entre el Salar de Uyuni y el Salar de Coipasa a pesar del cambio climático, lo que implica que la población local hizo frente de forma eficaz a los efectos de la erupción.[77]

### Noreste de Asia
También se registraron problemas en China, Japón y Corea.[81] En Japón, la crónica de Azuma Kagami menciona que los arrozales y los huertos fueron destruidos por el clima frío y húmedo,[199] y la llamada hambruna de Shôga puede haberse visto agravada por el mal tiempo en 1258 y 1259.[182] Otros efectos de la erupción incluyen un oscurecimiento total de la Luna en mayo de 1258 durante un eclipse lunar,[200] un fenómeno también registrado en Europa; los aerosoles volcánicos reducen la cantidad de luz solar dispersada en la sombra de la Tierra y, por tanto, el brillo de la Luna eclipsada.[201] Los efectos de la erupción también pueden haber acelerado el declive del Imperio Mongol, aunque es poco probable que el evento volcánico haya sido la única causa,[154] y puede haber desplazado su centro de poder hacia la parte china dominada por Kublai Kan, que estaba más adaptada a las condiciones frías del invierno.[78]